# Tour hertzienne de Tysons Corner

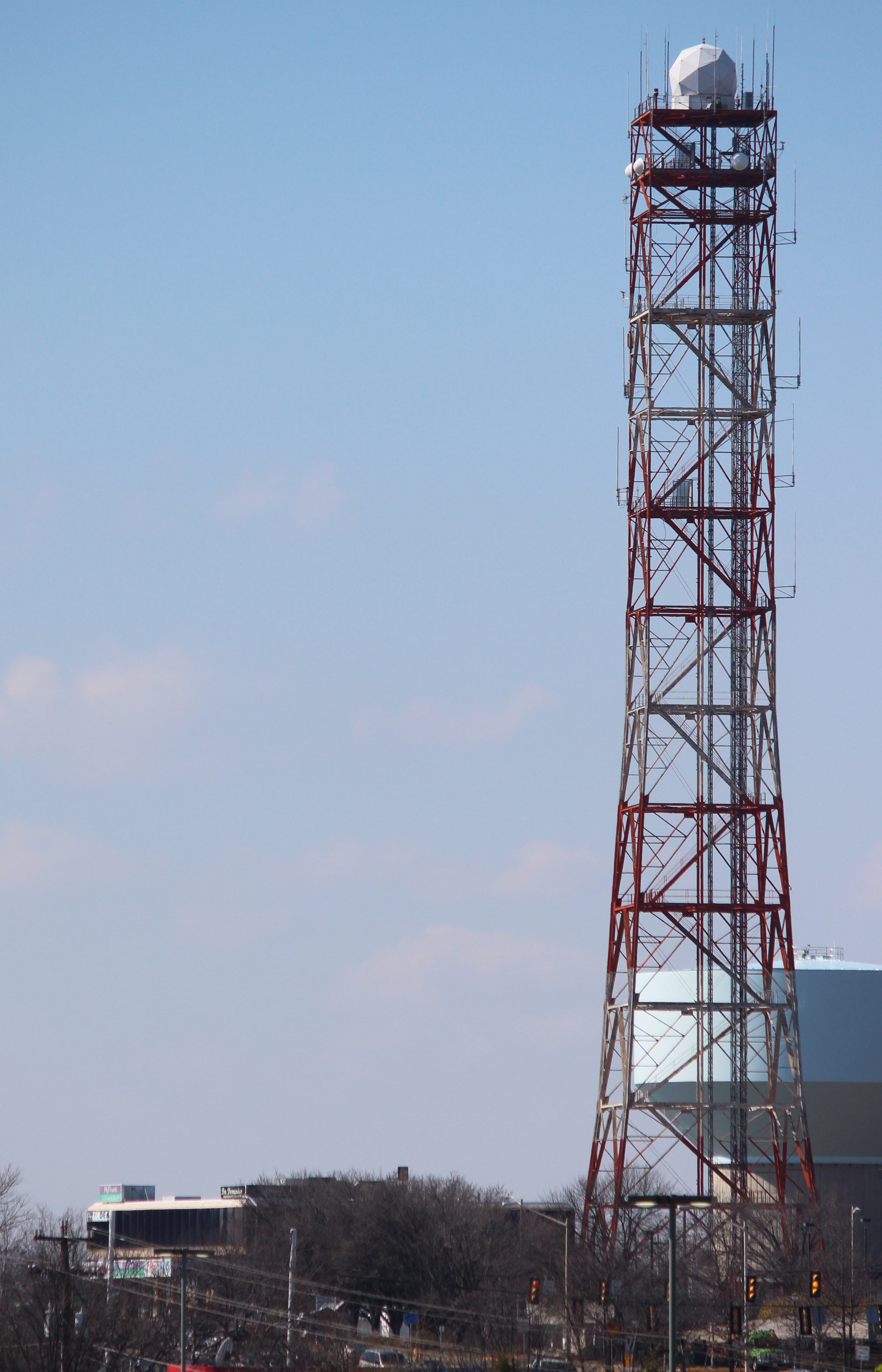

La Tour hertzienne de Tysons Corner, également connue sous le nom de Site E,, est une tour hertzienne militaire américaine située à Tysons Corner, en Virginie. La tour est administrée par l'armée américaine à partir de Fort Belvoir.

## Historique
La tour a été construite en 1952 dans le cadre de la continuité du plan gouvernemental visant à assurer la préservation des lignes de commandement entre le président américain, les bases militaires et les troupes sur le terrain en cas d’attaque nucléaire. Dans l'éventualité où les installations de communication de défense à Washington étaient désactivées, il y avait deux installations de communication alternatives sur Cross Mountain en Pennsylvanie et Lambs Knoll, au Maryland. Une autre tour située juste au sud du complexe montagneux de Raven Rock, dans le sud de la Pennsylvanie, aurait relayé les signaux de ces deux sites de secours vers les installations de défense de Washington, le Pentagone, la Maison-Blanche, le Département d’État et d’autres installations gouvernementales. 
Cependant, les autres moyens de communication étaient situés du côté ouest des Montagnes Blue Ridge, et les signaux hertziens ne pouvaient pas être acheminés directement à Washington. La tour Tysons Corner a donc été construite pour servir de relais entre Washington et ces installations à l’ouest. Le site de la tour est le point le plus élevé du comté de Fairfax et a été choisi parce qu’il est proche du Pentagone et de la Maison-Blanche, mais suffisamment éloigné de Washington pour résister à une attaque nucléaire directe contre la ville.
Les utilisations spécifiques de la tour aujourd'hui sont classées. La rumeur dit qu’il s’agit d’une station de nombres du gouvernement, bien que d’autres affirment que le matériel de communication de la tour est obsolète. En effet, plusieurs antennes ont été retirées de la tour, y compris celles qui sont dirigées vers le centre d'opérations d'urgence de Mount Weather, bien que l'on pense qu'elles ont été remplacées par des liaisons par câble à fibres optiques. De plus, la tour serait reliée par un câble de fibre optique souterrain au centre de formation de Warrenton, qui est une installation de continuité du gouvernement et une installation de communication de la Central Intelligence Agency.